# 드로퍼
드로퍼(dropper)는 대상 시스템에 악성코드 (바이러스, 백도어 등)를 설치하기 위해 설계된 프로그램이다. 악성코드는 드로퍼 내에 포함되어 있음으로서 바이러스 스캐너에 의한 탐지를 피하고 (첫 번째 단계), 실행된 이후에는 드로퍼에 의해 악성코드가 다운로드 됨으로써 (두 번째 단계) 설치될 수 있다.

## 예시
- Trojan:Win32/Meredrop

## 같이 보기
- 드라이브 바이 다운로드

## 참고
- http://www.symantec.com/security_response/writeup.jsp?docid=2002-082718-3007-99